# Prvenstvo Anglije 1902
Prvenstvo Anglije 1902 v tenisu.

## Moški posamično
Lawrence Doherty :  Arthur Gore, 6-4, 6-3, 3-6, 6-0

## Ženske posamično
Muriel Robb :  Charlotte Cooper Sterry, 7-5, 6-1

## Moške dvojice
Sydney Smith /  Frank Riseley :  Reginald Doherty /  Laurie Doherty 4–6, 8–6, 6–3, 4–6, 11–9